# Jindřich Synek
Jindřich Synek (21. července 1908 Lašovice – 24. prosince 1973 Praha) byl český a československý politik a poválečný poslanec Prozatímního a Ústavodárného Národního shromáždění za Československou stranu lidovou a předák její mládežnické organizace.

## Biografie
Po obecné a měšťanské škole navštěvoval Akademii výtvarných umění a posléze Vyšší státní školu průmyslovou, kde roku 1929 odmaturoval. V letech 1929–1933 studoval na ČVUT. Poté pracoval u vojenského stavebního dozoru na opevňovacích pracích v Krkonoších. V letech 1939–1948 byl zaměstnán v Průmyslových podnicích hlavního města Prahy jako jednatel a od roku 1941 jako vedoucí závodní inženýr. Od mládí byl aktivní v katolických hnutích. Nejprve v Katolické omladině a od roku 1929 v ČSL.
V letech 1945–1946 byl poslancem Prozatímního Národního shromáždění za ČSL. V parlamentu setrval až do parlamentních voleb v roce 1946, pak se stal poslancem Ústavodárného Národního shromáždění za ČSL, kde setrval formálně do voleb do Národního shromáždění roku 1948.
V lidové straně po roce 1945 reprezentoval mladou politickou generaci. Byl předsedou stranické mládežnické organizace (Ústřední organizace mládeže Československé strany lidové). Patřil k té části lidové strany, která po únorovém převratu v roce 1948 byla pronásledována komunistickým režimem a politicky eliminována. Krátce po převratu se uvádí, že je ve vězení s poznámkou: bez ochrany zákona, žádný zákrok bez rozhodnutí ministra.
Po únoru 1948 se neúspěšně pokusil emigrovat. Na jaře 1948 byl na hranicích zadržen spolu s architektem a politikem Janem Chomutovským. Byl krátce vězněn a po zvolení Klementa Gottwalda prezidentem republiky amnestován. Po propuštění byl nezaměstnaný. V letech 1950-1951 působil v Dřevoprojektu a v letech 1951–1952 v Projekčních a stavebních závodech jako vedoucí projektant. Na začátku 50. let znovu zatčen a od 1. července 1952 do 24. října 1953 znovu vězněn. Po propuštění opět pracoval jako projektant v několika podnicích. Od roku 1959 v trvalém invalidním důchodu. Během Pražského jara se stal členem K 231.